# HD 201733
HD 201733 — звезда в созвездии Лебедя. Находится на расстоянии 1410 световых лет (432 парсека) от Земли. Относится к субгигантам спектрального класса B.

## Характеристики
HD 201733 представляет собой звезду спектрального класса B4IV. HD 201733 видна невооружённым глазом, поскольку имеет видимую звёздную величину +6.63. Температура HD 201733 составляет 18880 кельвинов.